# تاكايوكي ميورا
تاكايوكي ميورا (باليابانية: 三浦孝之) هو لاعب هوكي الجليد ياباني، ولد في 25 مارس 1967 في هاتشينوه في اليابان.

## وصلات خارجية
- تاكايوكي ميورا على موقع EliteProspects.com (الإنجليزية)
- تاكايوكي ميورا على موقع أوليمبيديا (الإنجليزية)